# Al-Suwar (nahija)
Nahija Al-Suwar je nahija u okrugu Deir ez-Zor, u sirijskoj pokrajini Deir ez-Zor. Po popisu iz 2004. (prije rata), nahija je imala 37.552 stanovnika. Administrativno sjedište je u naselju Al-Suwar.